# Crassinella martinicensis
Crassinella martinicensis is een tweekleppigensoort uit de familie van de Crassatellidae. De wetenschappelijke naam van de soort is voor het eerst geldig gepubliceerd in 1853 door d'Orbigny.